# Ур'я
У́р'я (Урья) — гора в масиві Ґорґани (Українські Карпати). Розташована у північній частині  Тячівського району Закарпатської області, на північний схід від села Лопухова.
Висота 1447,6 м (за іншими даними — 1445 м). Вершина незаліснена, схили стрімкі, порослі буково-ялиновими лісами. Ур'я разом з кількома сусідніми вершинами утворює виразний хребет, який має форму півмісяця. Майже з усіх боків хребет відмежований від інших хребтів глибокими долинами річки Брустурянки та її лівих приток.
Завдяки віддаленості від населених пунктів та популярних туристичних маршрутів, на горі Ур'я і довкола неї збереглися цінні природні комплекси з чистими потоками та лісами.